# Головково (Никопольский район)
Головково (укр. Головкове) — село,
Лошкарёвский сельский совет,
Никопольский район,
Днепропетровская область,
Украина.
Код КОАТУУ — 1222983402. Население по переписи 2001 года составляло 150 человек.

## Географическое положение
Село Головково находится в 2-х км от села Новая Балта и в 2,5 км от села Христофоровка.
По селу протекает пересыхающий ручей с запрудой.
Рядом проходит автомобильная дорога Т-0432.